# Niphanda aristarcha
Niphanda aristarcha är en fjärilsart som beskrevs av Hans Fruhstorfer 1919. Niphanda aristarcha ingår i släktet Niphanda och familjen juvelvingar. Inga underarter finns listade i Catalogue of Life.